# Uttertjärnen (Malå socken, Lappland)
Uttertjärnen är en sjö i Malå kommun i Lappland och ingår i Skellefteälvens huvudavrinningsområde. Sjön har en area på 0,0843 kvadratkilometer och ligger 371,9 meter över havet. Sjön avvattnas av vattendraget Vågträskbäcken.

## Delavrinningsområde
Uttertjärnen ingår i det delavrinningsområde (725637-163311) som SMHI kallar för Inloppet i Kokträsket. Medelhöjden är 409 meter över havet och ytan är 20,29 kvadratkilometer. Det finns inga avrinningsområden uppströms utan avrinningsområdet är högsta punkten. Vågträskbäcken som avvattnar avrinningsområdet har biflödesordning 2, vilket innebär att vattnet flödar genom totalt 2 vattendrag innan det når havet efter 157 kilometer. Avrinningsområdet består mestadels av skog (68 procent) och sankmarker (23 procent). Avrinningsområdet har 0,37 kvadratkilometer vattenytor vilket ger det en sjöprocent på 1,8 procent.